# Anthony Liu (patinage artistique)
Pour les articles homonymes, voir Liu.
Anthony Liu, né Liu Yueming le 4 juillet 1974 à Qiqihar en Mandchourie, est un patineur artistique sino-australien. Il est septuple champion d'Australie de 1997 à 2003 et il participe aux Jeux olympiques d'hiver de 1998 et 2002.

## Biographie

### Carrière sportive
Anthony Liu est né à Qiqihar en Mandchourie sous le nom de Liu Yueming. Il apprend le patinage artistique et fait ses premières compétitions nationales et internationales pour la Chine. En 1993, il remporte le titre national et représente son pays de naissance lors du mondial junior à Séoul et du mondial senior à Prague.
Il déménage avec sa famille en Australie en 1994 à l'âge de 20 ans. Devenu citoyen australien en août 1996, il commence à concourir pour ce pays. Il remporte sept titres consécutifs de champion national de 1997 à 2003. Il représente d'adoption à trois championnats des quatre continents (1999 à Halifax, 2000 à Osaka et 2001 à Salt Lake City), à six mondiaux (1997 à Lausanne, 1998 à Minneapolis, 1999 à Helsinki, 2000 à Nice, 2001 à Vancouver et 2002 à Nagano) et deux Jeux olympiques d'hiver (1998 à Nagano et 2002 à Salt Lake City).
Aux Championnats nationaux australiens de 1998, il devient le premier patineur australien à réussir un quadruple saut (boucle piqué) ; et lors des premiers championnats des quatre continents en 1999, il réussit une combinaison quadruple-triple boucle piqué.
Il arrête les compétitions sportives après les championnats nationaux de 2003.

### Reconversion
Après avoir terminé sa carrière sportive, Anthony Liu travaille comme entraîneur de patinage artistique. Il a par exemple entraîné le champion australien Robert McNamara.

## Palmarès
| Compétition                   | 1993    | 1994    | 1995    | 1996    | 1997    | 1998    | 1999    | 2000    | 2001    | 2002    | 2003    |  |  |  |  |  |  |  |  |
| Jeux olympiques d'hiver       |         |         |         |         |         | 25e     |         |         |         | 10e     |         |  |  |  |  |  |  |  |  |
| Championnats du monde         | 21e     |         |         |         | 22e     | 17e     | 10e     | 12e     | 14e     | 7e      |         |  |  |  |  |  |  |  |  |
| Championnats de Chine         | 1er     |         |         |         |         |         |         |         |         |         |         |  |  |  |  |  |  |  |  |
| Championnats d'Australie      |         |         |         |         | 1er     | 1er     | 1er     | 1er     | 1er     | 1er     | 1er     |  |  |  |  |  |  |  |  |
| Championnats du monde juniors | 6e      |         |         |         |         |         |         |         |         |         |         |  |  |  |  |  |  |  |  |
|                               |         |         |         |         |         |         |         |         |         |         |         |  |  |  |  |  |  |  |  |
| Grand Prix ISU                | 1992/93 | 1993/94 | 1994/95 | 1995/96 | 1996/97 | 1997/98 | 1998/99 | 1999/00 | 2000/01 | 2001/02 | 2002/03 |  |  |  |  |  |  |  |  |
| Skate America                 |         |         |         |         |         |         |         | 7e      |         |         |         |  |  |  |  |  |  |  |  |
| Skate Canada                  |         |         |         |         |         |         |         |         |         | 4e      |         |  |  |  |  |  |  |  |  |
| Trophée NHK                   | 8e      |         |         |         |         |         |         | 8e      | 8e      | 5e      |         |  |  |  |  |  |  |  |  |
|                               |         |         |         |         |         |         |         |         |         |         |         |  |  |  |  |  |  |  |  |